# Qīngchūn: Guī
Qīngchūn: Guī (青春: 歸T, 青春：归S, lett. "Primavera, ritornare") è un film del 2024 diretto da Wang Bing.
È il capitolo conclusivo di una trilogia di documentari dedicata dal regista agli operai dell'industria tessile cinese, dopo Qīngchūn (2023) e Qīngchūn: Kǔ (2024).

## Trama
Con l'avvicinarsi dell'inverno e del capodanno cinese, a Zhili (Wuxing) le fabbriche chiudono per le vacanze e gli operai possono tornare dalle loro famiglie. A differenza del carattere puramente corale dei precedenti due film, qui si seguono le vicende di due operai in particolare, Shi Wei e Fang Lingping, che stanno facendo ritorno a casa anche per sposarsi con le rispettivi dolci metà, e all'inevitabile momento del loro ritorno poi a lavoro.

## Produzione
Le riprese del film si sono tenute dal 2014 al 2019 assieme a quelle del resto della trilogia, risultando in oltre 2600 ore di girato.

## Riconoscimenti
- 2024 - Mostra internazionale d'arte cinematografica di Venezia[1]
  - In concorso per il Leone d'oro